# Constitution Avenue
La Constitution Avenue è una delle strade principali di Washington, negli Stati Uniti d'America.
Attraversa in direzione est-ovest la parte centrale della città, con una lunghezza di circa 7 km. Lungo la sezione ovest, che segna il confine con il National Mall, si affacciano numerosi edifici governativi e musei, tra cui il National Archives Building, la National Gallery of Art e la sede del Dipartimento degli Interni.
Nelle immediate vicinanze si trovano molti altri famosi edifici di Washington, tra cui il Campidoglio, la Casa Bianca, il Washington Monument e il Lincoln Memorial.
È parallela alla Independence Avenue che si trova circa 500 metri più a sud, al di là del National Mall. Insieme alla Pennsylvania Avenue, con la quale si interseca poco a est del Campidoglio, è spesso usata per manifestazioni pubbliche e parate civili o militari, tra cui l'insediamento di un nuovo Presidente.
Chiamata in precedenza B Street, nel 1931 fu rinominata in onore della Costituzione degli Stati Uniti. Negli anni 1931-33, sotto le presidenze di Herbert Hoover e di Franklin Delano Roosevelt, fu notevolmente ampliata.

## Galleria d'immagini

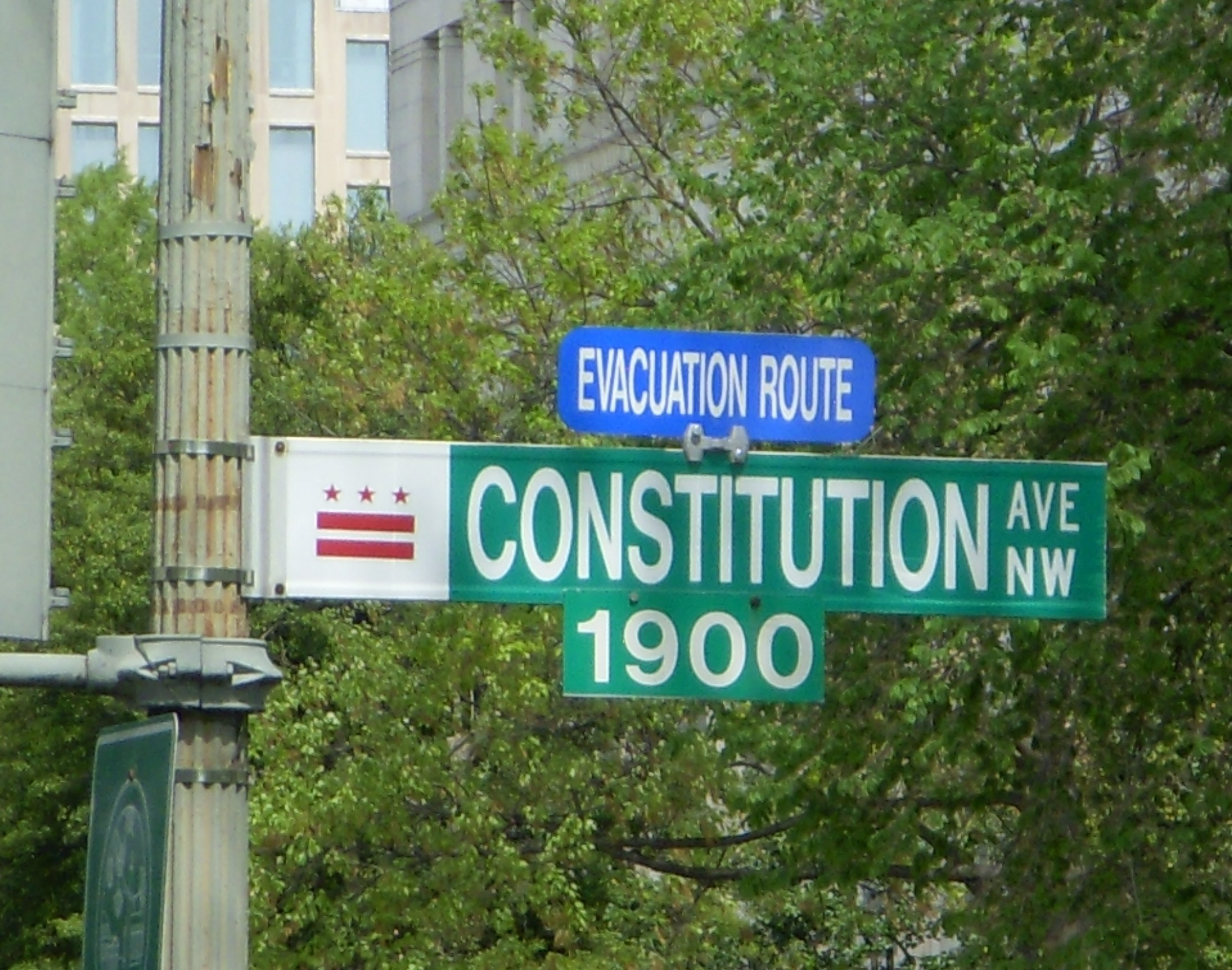
Cartello indicatore della Constitution Avenue
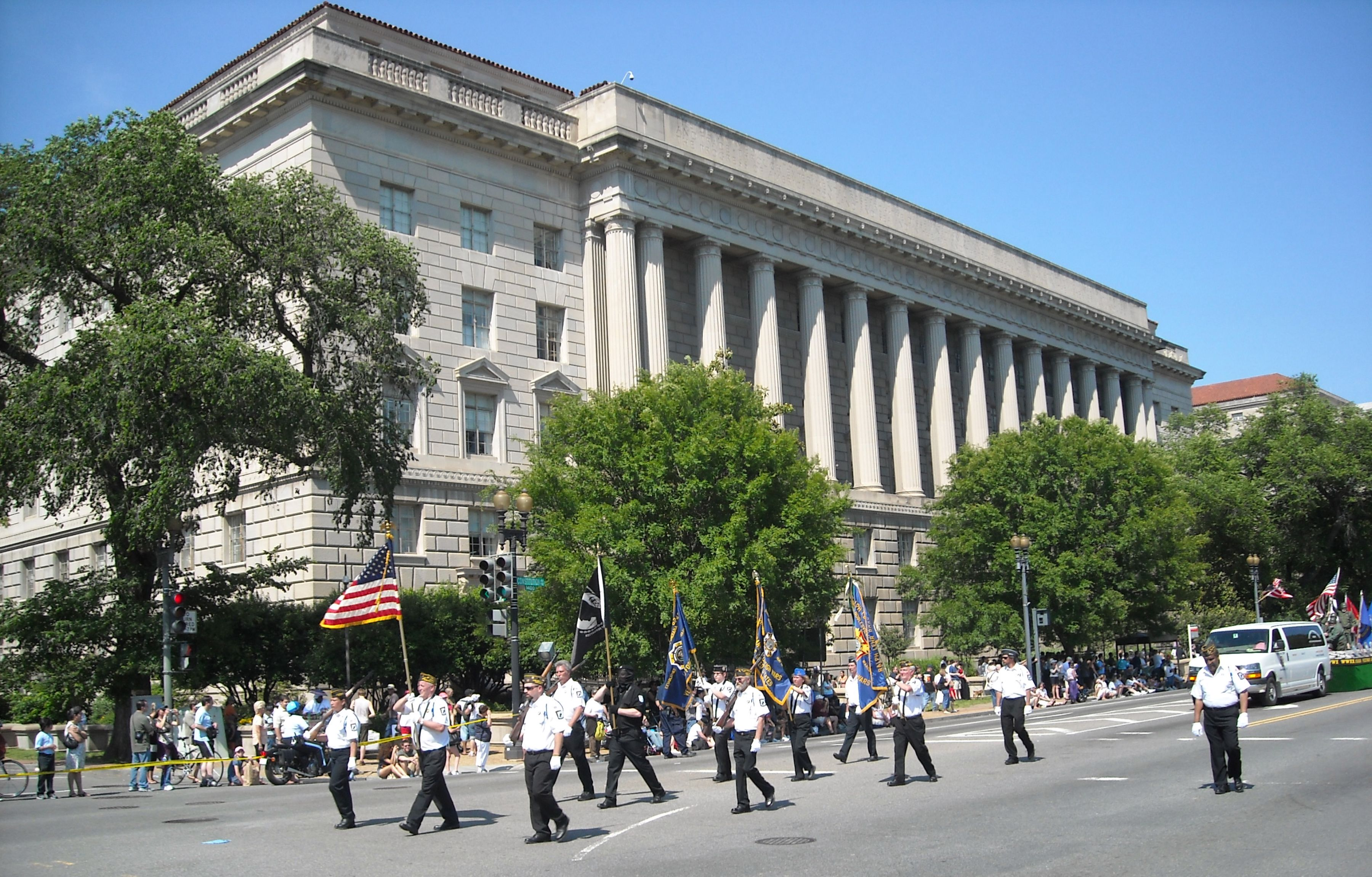
Parata del Memorial Day di fronte al Commerce Building
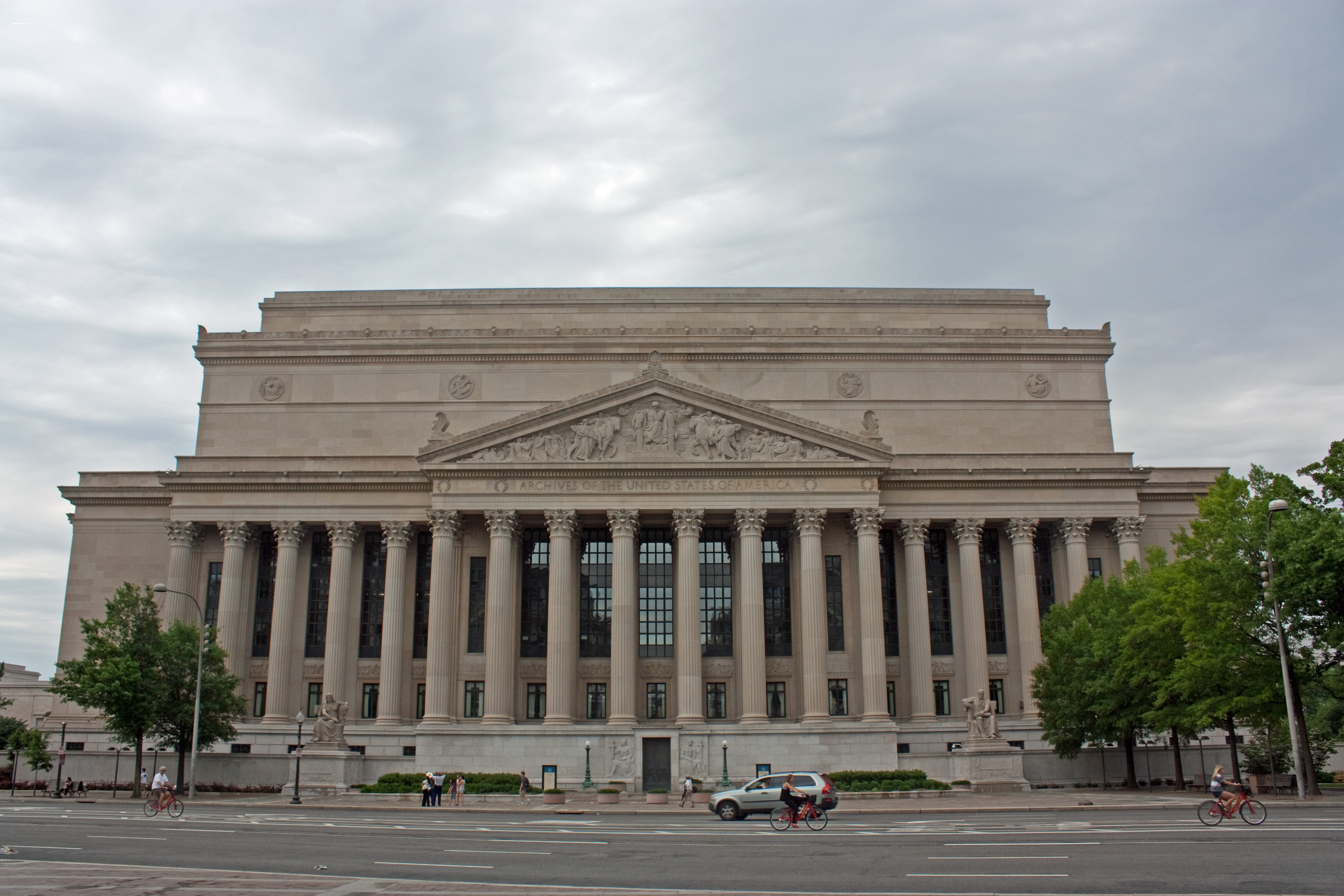
La facciata nord del National Archives Building
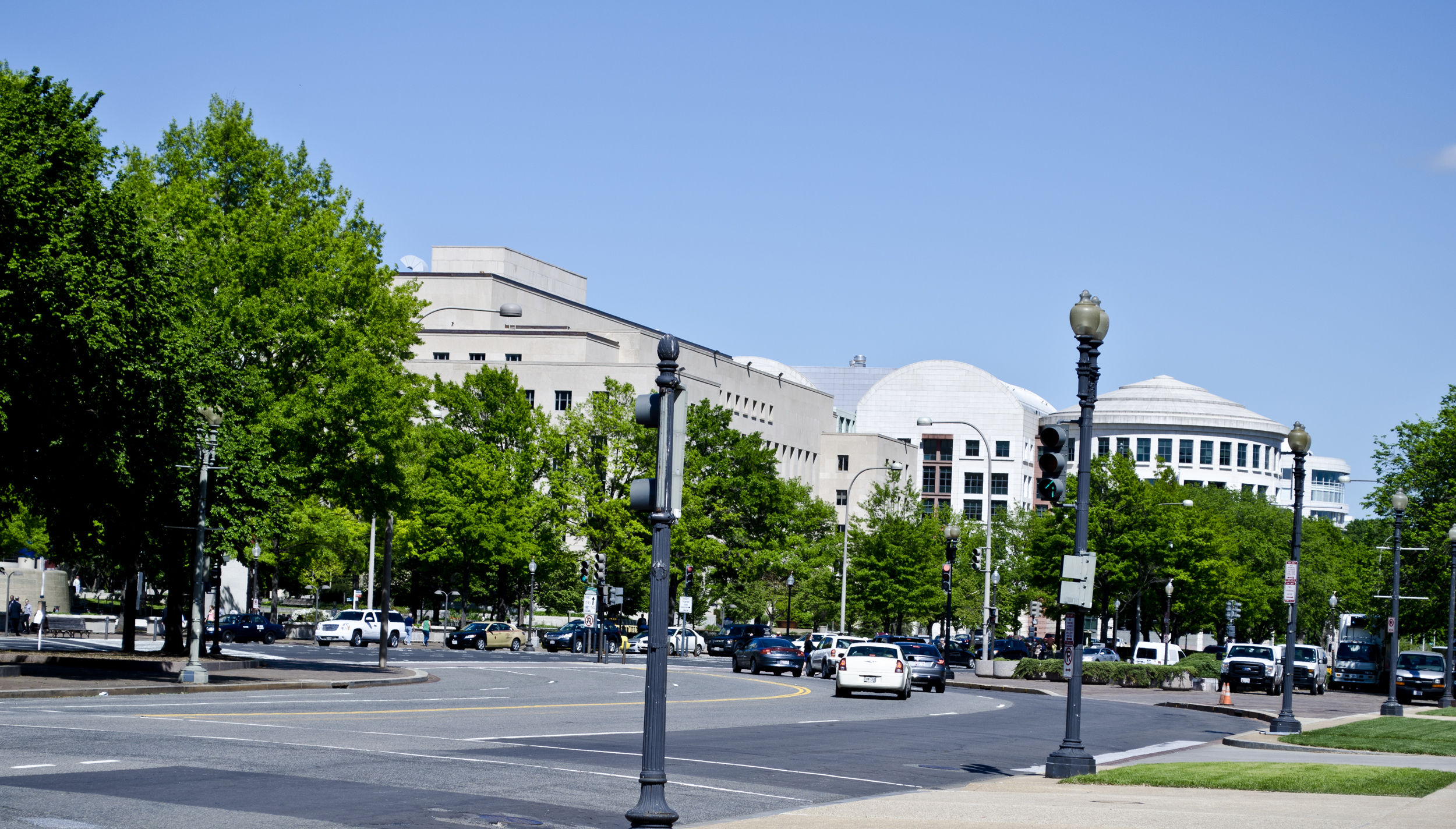
Veicoli che svoltano a nord verso la Pennsylvania Avenue
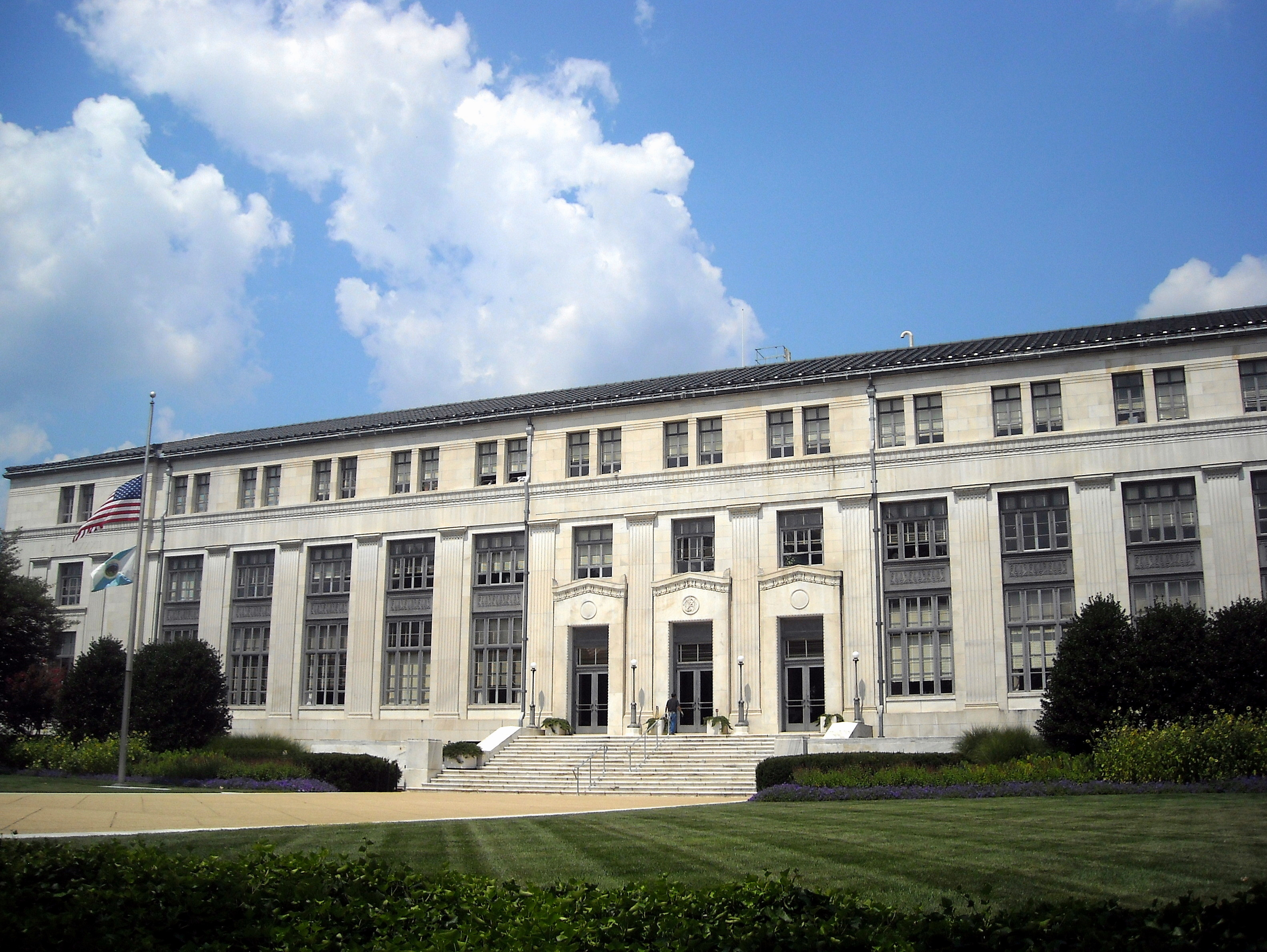
L'edificio sud del Dipartimento degli interni